# Cesare Campana (militare)
Cesare Campana (Mondovì, 1897 – Mali Scindeli, 17 febbraio 1941) è stato un militare italiano insignito della medaglia d'oro al valor militare alla memoria nel corso della seconda guerra mondiale.

## Biografia
Nacque a Mondovì nel 1897, figlio di Giovanni Battista e Eugenia Levi. 
Ammesso a frequentare il corso allievi ufficiali presso la Regia Accademia Militare di Fanteria e Cavalleria di Modena nel giugno 1916, nell’ottobre successivo ottenne la nomina ad aspirante. Partecipò poi alla prima guerra mondiale dapprima in servizio nel 74º Reggimento fanteria "Lombardia", poi, promosso sottotenente, nel 250º Reggimento fanteria "Pallanza" con il quale si distinse sul Carso dove rimase ferito a Dosso Faiti ed infine, dall'aprile 1918, nella 1667ª Compagnia mitraglieri del 161º Reggimento fanteria "Ivrea". Rientrato in Italia dalla Macedonia nell'agosto 1919 con il grado di tenente, fu promosso capitano dieci anni dopo. Dal 1930 al 1934 prestò servizio presso il Comando della Divisione militare di Imperia. Trasferito poi in servizio presso il 63º Reggimento fanteria "Cagliari", nel gennaio 1936 partì per l'Africa Orientale. Promosso maggiore nell’agosto 1939 ed assegnato al 53º Reggimento fanteria "Umbria" l'anno successivo partecipò alle operazioni militari svoltesi sul fronte occidentale al comando del III Battaglione. Il 26 gennaio 1941 partiva con la 2ª Divisione fanteria "Sforzesca" per l'Albania. Cadde in combattimento sul Mali Scindeli il 17 febbraio dello stesso anno e fu insignito della medaglia d'oro al valor militare alla memoria.